# Celulită
Celulita este o infecție bacterială ce apare pe piele. Aceasta afectează în mod special derma și grăsimea subcutanată. Semnele și simptomele includ o zonă roșiatică ce crește în dimensiuni în decursul a aproximativ două zile. În general, marginile zonei roșiatice nu sunt ascuțite, iar pielea poate fi umflată. Deși, de obicei, atunci când zona roșiatică este apăsată, aceasta se face albă, nu se întâmplă întotdeauna așa. De obicei, zona infectată este dureroasă. Ocazional, vasele limfatice ar putea fi afectate  iar persoana ar putea avea febră sau ar putea avea stări de oboseală.

## Cauze
Picioarele și tenul sunt zonele cele mai des afectate, deși celulita poate apărea pe orice parte a corpului. Piciorul este de obicei afectat, urmat o rupere a pielii. Alți factori de risc includ obezitatea, umflarea piciorului și vârsta înaintată. Pentru infecțiile faciale, de obicei nu este cazul unei rupturi prealabile a pielii. Bacteriile cele mai frecvent implicate sunt streptococii și Stafilococul auriu. În contrast cu celulita, erizipelul este o infecție bacterială ce afectează straturile superficiale ale pielii, se prezintă cu o porțiune roșiatică bine definită și este asociată mai des cu febra. Infecțiile mai serioase precum o infecție a oaselor de sub piele sau fasceita necrozantă ar trebui excluse.

## Evoluție
- Stadiul I - apariția permeabilității capilare și inundarea țesutului adipos cu fluide. Are loc displazia și hipertrofia țesutului reticular. Se observă doar ușoare variații în volum a țesutului adipos.
- Stadiul II - diferențierea fibrelor de colagen.
- Stadiul III - formarea micronodulelor.
- Stadiul IV - formarea macronodulelor.

## Diagnoză și tratament
Diagnosticarea se face, de obicei, pe baza semnelor și simptomelor, cultura celuleor fiind posibilă foarte rar. Tratamentul cu antibiotice administrate pe cale orală, precum cefalexina, amoxicilina sau cloxacilină este des folosit. Pentru cei alergici la penicilină, ar putea fi folosite eritromicină sau clindamicina. Atunci când Stafilococul auriu meticilino-rezistent (MRSA) reprezintă un motiv de îngrijorare, doxiciclina sau trimetroprim/sulfametoxazol ar putea fi recomandate suplimentar. Această îngrijorare este legată de prezența puroiului sau a infecției MRSA anterioare. Steroizii ar putea mări viteza de recuperare a celor ce iau antibiotice. Ridicarea zonei infectate poate fi utilă  precum și calmantele.

## Prognoză și epidemiologie
Aproximativ 95% dintre oameni se simt mai bine după șapte și până la zece zile de tratament. Potențialele complicații includ formarea de abscese. Infecțiile pielii afectează aproximativ 2 din 1000 de oameni în fiecare an. În anul 2010, celulita a fost responsabilă de aproximativ 27,000 de decese, la nivel mondial. În Regatul Unit, celulita a fost motivul pentru 1,6% dintre internările în spital.